# Michal Truban
Michal Truban (ur. 22 października 1983 w Czadcy) – słowacki przedsiębiorca, informatyk, inwestor i polityk, przewodniczący Postępowej Słowacji, poseł do Rady Narodowej.

## Życiorys

### Wykształcenie i działalność zawodowa
Absolwent szkoły średniej w Żylinie, w 2002 podjął studia na wydziale elektrotechniki i informatyki Słowackiego Uniwersytetu Technicznego w Bratysławie, które ukończył w 2009. W 2002 założył firmę hostingą Websupport, w 2004 przekształconą w spółkę prawa handlowego. Firma ta stała się największym tego typu przedsiębiorstwem w kraju. W 2015 Michal Truban został wyróżniony tytułem osobowości roku sektora IT na Słowacji. W tym samym roku ustąpił z funkcji dyrektora generalnego Websupportu, a w 2019 ostatecznie sprzedał udziały w firmie, motywując to chęcią zajęcia się głównie działalnością polityczną. W międzyczasie inwestował również w startupy (m.in. Nicereply i InHiro).

### Działalność społeczna i polityczna
Zaangażował się w działalność społeczną, publicznie wskazując na problemy korupcji w branży IT i nieprawidłowości w przetargach publicznych w tej dziedzinie. Współzałożyciel organizacji pozarządowej Slovensko.Digital, a także członek władz słowackiego oddziału Transparency International.
W 2016 został jednym z liderów ruchu politycznego Postępowa Słowacja, a w 2017 współzałożycielem partii o takiej samej nazwie. Pełnił funkcję jej wiceprzewodniczącego, a w 2019 stanął na czele tego ugrupowania. W wyborach do Rady Narodowej w 2020 Postępowa Słowacja tworzyła koalicję wyborczą z partią SPOLU. Lista ta otrzymała 6,96% głosów, nie przekraczając wynoszącego 7% progu wyborczego dla koalicji. W konsekwencji tej porażki Michal Truban ogłosił swoją rezygnację z funkcji przewodniczącego PS.
W 2023 z ramienia PS uzyskał mandat posła do Rady Narodowej.